# Río Wey (Támesis)
El río Wey es un río del condado inglés de Surrey. Es una vía fluvial del Reino Unido y un afluente del río Támesis. Su cabecera norte está en Alton (Hampshire) y la sur en Liphook. Ambas cabeceras se unen en Tilford. El río es navegable a lo largo de unos 32 kilómetros desde Godalming hasta su confluencia con el Támesis en Weybridge, situado en el suroeste de Londres.
Las mejoras en la navegabilidad del río fueron emprendidas por Sir Richard Weston y comenzaron en 1635. Los 25 kilómetros hasta Guildford se ampliaron en virtud de una ley de 1651 y las obras se llevaron a cabo hasta 1653. De este modo, las barcazas pudieron transportar mercancías a Londres. Otras mejoras se produjeron en virtud de otra ley de 1671 y, en 1760, otra ley permitió la navegación hasta Godalming y amplió la navegación otros 7 kilómetros río arriba hasta Godalming.
Más tarde se excavó el canal de Basingstoke y el canal de unión del río Wey y Arun, para proporcionar un enlace con la navegación del Wey. De 1900 a 1963 la familia Stevens se encargaba del tráfico de mercancías en el canal. El río se confió a la organización The National Trust en 1964. Estableció un centro de visitantes en Dapdune Wharf, un antiguo astillero de Guildford. El transporte marítimo de Godalming pasó a manos del Trust en 1968. La navegación comercial en el Wey cesó en 1983.